# Oplurus cyclurus
Oplurus cyclurus là một loài thằn lằn trong họ Opluridae. Loài này được Merrem mô tả khoa học đầu tiên năm 1820.

## Hình ảnh

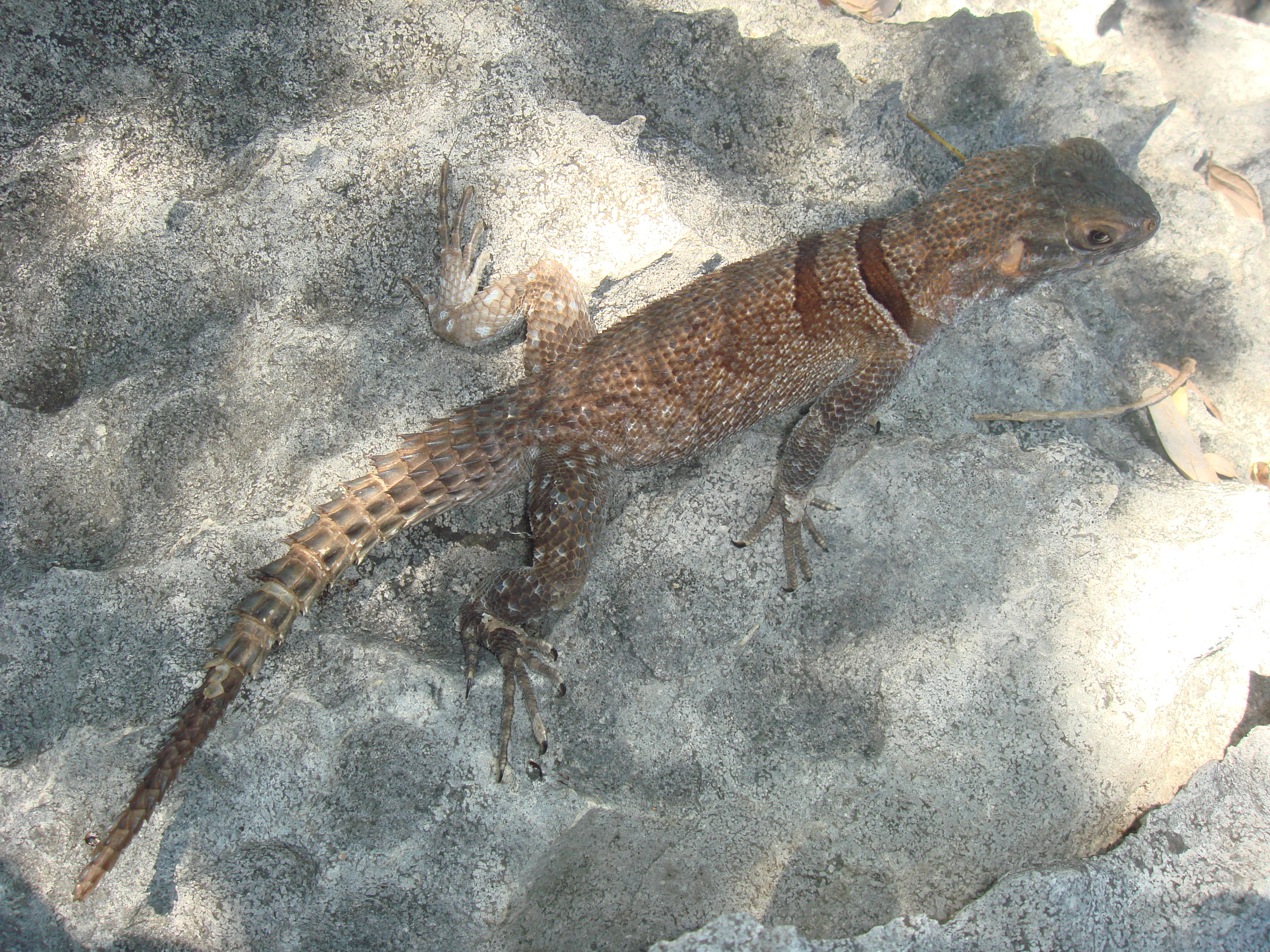